# Hylaeus auriferus
Hylaeus auriferus là một loài Hymenoptera trong họ Colletidae. Loài này được Cockerell mô tả khoa học năm 1918.